# Pseudomorpha arrowi
Pseudomorpha arrowi är en skalbaggsart som beskrevs av Notman. Pseudomorpha arrowi ingår i släktet Pseudomorpha och familjen jordlöpare. Inga underarter finns listade i Catalogue of Life.